# 三遊亭圓彌
三遊亭 圓彌（さんゆうてい えんや）は、落語家の名跡。圓弥とも表記する。過去に5人確認されている。
- 三遊亭圓彌 - 後∶二代目三遊亭圓馬
- 三遊亭圓彌 - 後∶三遊亭小圓馬
- 橘家圓彌 - 後∶五代目橘家小圓太
- 三遊亭圓彌 - 後∶五代目三遊亭圓窓
- 三遊亭圓彌 - 本項にて詳述

三遊亭 圓彌（さんゆうてい えんや、1936年7月20日 - 2006年4月29日）は、東京都新宿区出身の落語家。本名∶林 光男。生前は落語協会所属。

## 来歴
1936年7月20日、東京府東京市四谷区（現：東京都新宿区四谷）に生まれる。
1958年10月、八代目春風亭柳枝に入門し「枝吉」と名乗る。1959年に師匠柳枝が死去。それに伴い弟弟子春風亭枝女吉と共に六代目三遊亭圓生門下に移籍し、「舌生」と改名。
1961年9月、二ツ目昇進し「円弥」と改名。NHK『お好み演芸会』の噺家横丁（大喜利）では「幻の噺家」（『笑点』の前身番組『金曜夜席』に短期出演していたことが由来）をキャッチフレーズにしていた。
1972年9月、林家こん平らと共に真打昇進。名を「圓彌」に改めた。1978年、『落語協会分裂騒動』に巻き込まれる。圓生と行動を共にして協会脱退し落語三遊協会所属となった。1980年に協会復帰。この時、まだ前座だった弟弟子三遊亭小生を弟子とした。
九代目春風亭柳枝襲名を期待する声もあったが、八代目遺族の出した条件が飲めず、襲名は叶わなかったという。その後の圓彌は圓生の正当な後継者を自負していた節があり、晩年には出囃子を『四季の寿』から、圓生と同じ『正札附』に変えていた。
2006年4月29日、肝臓がんのため、都内の病院で死去。69歳没。最後の高座は、3月20日、新宿末廣亭昼の部主任で「子別れ」。

## 人物
舞踊が趣味で日舞は藤間流の名取りでもあり、『七段目』は彼ならでは。東宝名人会・浅草演芸ホール『住吉踊り』では、座長の古今亭志ん朝とのコンビで互いの踊りを引き立てた。
師匠圓生のレコード『圓生百席』では出囃子、送り囃子の鳴り物（寄席では前座が行う）を担当した。また通常、出囃子で唄入の曲が使われることはないが、この全集では使われておりこの唄も担当した。当初は圓生と二人で歌っていたが、収録が進むにつれ、一人で歌うようになった。

## 芸歴
- 1958年10月 - 八代目春風亭柳枝に入門、前座名「枝吉」。
- 1959年12月 - 柳枝が死去。六代目三遊亭圓生門下へ移籍し、「舌生」と改名。
- 1961年9月 - 二ツ目昇進、「円弥」と改名。
- 1972年9月 - 真打昇進、「圓彌」と改名。

## 書籍
- デキるブスよりバカでも美人!!（はまの出版、1990年2月28日）ISBN 9784893610980

## 演目
- 淀五郎
- 四段目
- 掛取万才
- お見立て
- 肝つぶし
- 質屋庫
- 子別れ
- 鼠穴
- 死神
- 夢金
- 鹿政談
- 馬の田楽
- 紙入れ
- 松山鏡
- 心眼
- 牡丹燈篭
- 三十石
- 鰍沢
- 庖丁
- 百年目
- 知らぬが花
- お文様
- 馬のす
- 豊竹屋
- 真景累ヶ渕
- 応挙の幽霊
- 替り目

## 弟子

### 真打
- 三遊亭圓王 - 六代目三遊亭圓窓門下から移籍

### 廃業
- 三遊亭小生 - 六代目三遊亭圓生門下から移籍